# Augers-en-Brie
Augers-en-Brie è un comune francese di 309 abitanti situato nel dipartimento di Senna e Marna nella regione dell'Île-de-France.

## Società

### Evoluzione demografica
Abitanti censiti